# Octosporella urosperma
Octosporella urosperma är en svampart som beskrevs av Döbbeler 1980. Octosporella urosperma ingår i släktet Octosporella och familjen Pyronemataceae.   Inga underarter finns listade i Catalogue of Life.